# Макарихин, Игорь Юрьевич
И́горь Ю́рьевич Макари́хин (род. 18 июня 1964, Пермь) — российский физик, доктор физико-математических наук, профессор, проректор по учебной работе (2002—2010), ректор (2010—2020) Пермского университета.

## Биография
Родился в семье инженера-испытателя авиадвигателей Юрия Борисовича и бухгалтера Гаали Григорьевны Макарихиных.
Окончил физико-математическую школу № 9 г. Перми (1981) и физический факультет Пермского университета (1986).
C 1985 по 1988 год — инженер, с 1988 по 1995 год — ассистент кафедры общей физики ПГУ. С 1986 по 1988 год проходил обучение в аспирантуре на кафедре общей физики.
С 1996 года — начальник отдела информатизации вычислительных сетей ИКЦ ПГУ, с 1997 года преподаёт на физическом факультете ПГУ.
В 1997—1999 годах — программный координатор Института «Открытое общество» (Фонд Сороса) в Пермской области.
В 1998—2002 годах — начальник учебно-методического управления ПГУ.
По совместительству в 1999—2000 годах работал ведущим программистом отдела информационно-вычислительных систем ИКЦ ПГУ, с 2000 года — старшим преподавателем, в 2000—2011 годах — доцентом кафедры общей физики. Кандидат физико-математических наук (2000, тема диссертации: «Электроконвективная неустойчивость течений слабопроводящей жидкости в вертикальном конденсаторе»).
С мая 2002 года — проректор по учебной работе ПГУ.
6 мая 2010 года в Институте механики сплошных сред УрО РАН защитил докторскую диссертацию «Диссипативные структуры и нестационарные процессы в межфазной гидродинамике».
26 мая 2010 года на конференции научно-педагогических работников и представителей других категорий работников и обучающихся был избран ректором Пермского университета; переизбран в 2015 году. На сегодняшний день является также профессором кафедры общей физики ПГНИУ. С июля 2020 года — советник ректора ПГНИУ.
7 апреля 2014 года по инициативе И. Ю. Макарихина был создан Фонд целевого капитала Пермского университета.
В 2021 году участвовал как самовыдвиженец по округу № 11 на выборах в Пермскую городскую думу, набрал около 15 % голосов.
Брат Максим (род. 1968) — инженер. Супруга — физик Ольга Михайловна Макарихина (род. 1964); дочери Галина (род. 1993) и Евгения (род. 2001).

## Организационно-административная деятельность
В 1996–2002 годах И. Ю. Макарихин участвовал в качестве одного из руководителей в создании университетского интернет-центра (УЦИ).
Во время работы проректором являлся одним из разработчиков заявки ПГУ на участие в конкурсе приоритетного национального проекта «Образование». В 2002–2010 годах руководил секцией проректоров по учебной работе совета ректоров Пермского края.
В 2003–2006 годах руководил созданием автоматизированной системы управления учебным процессом, входящим в состав единой телеинформационной системы университета. Затем принимал участие в разработке системы управления кадровой работы и системы обеспечения финансовых операций.
В 2004 году И. Ю. Макарихин являлся одним из разработчиков концепции фонда стабилизации университета, благодаря которому была значительно повышена заработная плата педагогических работников и учебно-вспомогательного персонала ПГУ.
В 2005–2006 годах являлся заместителем директора учебного центра Федерации Интернет-образования университета, руководил созданием технической и информационной инфраструктуры центра.
И. Ю. Макарихин — один из разработчиков заявки Пермского университета на участие в национальном конкурсе среди вузов по инновационному обучению, являлся заместителем директора дирекции университета по выполнению национального проекта инновационной образовательной программы ПГУ. С 2010 года является руководителем программы развития национального исследовательского университета, выполняемой в ПГНИУ.
Является председателем Учёного совета ПГНИУ, членом учёного совета физического факультета ПГНИУ, членом Общественного совета при главном управлении МВД по Пермскому краю. Член совета по защите диссертаций Д 212.189.06 по физико-математическим наукам.
С 2012 года входит в состав Совета при Правительстве Пермского края по отбору научных проектов, реализуемых международными исследовательскими группами учёных на базе государственных образовательных учреждений высшего профессионального образования и(или) научных организаций Пермского края, для предоставления субсидий (грантов) хозяйственным обществам, зарегистрированным на территории Пермского края, учредителями которых являются высшие учебные заведения и(или) научные организации Пермского края.
Руководитель оргкомитета межрегиональной многопредметной олимпиады школьников «Юные таланты».

## Учебная и научная деятельность
И. Ю. Макарихин вёл лекционные, практические, лабораторные занятия по всем разделам дисциплин «Физика» и «Общая физика» для студентов механико-математического, географического, биологического и физического факультетов. Ведёт базовый курс «Оптика» и спецкурсы «Лазерные измерительные системы в гидродинамике» и «Микрогидродинамика» для студентов физического факультета университета. Руководил восемнадцатью дипломными и выпускными квалификационными работами студентов физического факультета (специализация “Физическая гидродинамика”).
Научные исследования проводятся И. Ю. Макарихиным в области механики жидкости, газа и плазмы. Основными темами научных исследований Макарихина являются электрогидродинамические течения и межфазные и капиллярные явления, а также исследования в области применения информационных технологий в образовательной сфере.
Им опубликовано свыше 50 работ в международной, центральной и местной печати, представлены доклады на всероссийских конференциях. Руководил четырьмя грантами. Участвовал в выполнении хоздоговорных научно-исследовательских работ по 15 темам. В 2010 году стал лауреатом Пермского университета за лучшую работу в области физико-математических наук.

## Научные работы

### Учебные пособия и монографии
- Братухин Ю. К., Макаров С. О., Макарихин И. Ю., Путин Г. Ф. Гидродинамические явления на границах раздела фаз: учебное пособие // Пермь: Изд-во ПГУ, 2003. 76 с.
- Макарихин И. Ю. Диссипативные структуры и нестационарные процессы в межфазной гидродинамике / Перм. гос. ун-т. Пермь, 2009. 338 с.

### Статьи
- Makarikhin I. Yu. Effect of electric field on stability of convective flow in vertical layer // Proc. of 2 Int. Conf. on Nonlinear Mechanics, Beijing, China, August 23-26, 1993, P. 384—386.
- Makarikhin I. Yu. Effect of electric field on viscous fluid flows // Abs. of the IUTAM Symp. On Numerical Simulation of Nonisothermal Flow of Viscoelastic Liquids, Rolduc Abbey Kerkrade, Netherlands, November 1-3, 1993.
- Макарихин И. Ю. О влиянии электрического поля на устойчивость конвективного течения в вертикальной полости // Известия РАН, серия Механика жидкости и газа. 1994. № 4. С. 35-41.
- Бережнов В. В., Братухин Ю. К., Макарихин И. Ю., Макаров С. О. Возникновение звуковых колебаний при конденсации пара в акустическом резонаторе // Письма в ЖТФ. 1994. Т. 20. С. 77-79.
- Макарихин И. Ю. О некоторых особенностях спектра возмущения электроконвективного стационарного течения // Вестник Перм. ун-та. Серия «Физика». Пермь. 1995. Вып.4. С. 62-71.
- Bratukhin Yu., Kosvintsev S., Makarikhin I., Makarov S., Meseguer J., Putin G., Rivas D . Self-oscillation in liquid model under Plateu-technique conditions // Abs. of the 9 European Symp. «Gravity-dependet phenomena in Physical». Berlin, May 2-5, 1995, P.172.
- Kosvintsev S. R., Makarikhin I. Yu., Zhdanov S. A., Velarde M. G. Electroconvective instability in a vertical capacitor // Proc. of 2 Int. Conf. on Dielectric Liquids, Nara, Japan, July 20-25, 1999, P.37-40.
- Жданов С. А., Косвинцев С. Р., Макарихин И. Ю. Влияние электрического поля на устойчивость термогравитационного течения в вертикальном конденсаторе // ЖЭТФ. 2000. Т. 117. Вып. 2. Стр. 398—406.
- Костицын В. И., Илалтдинов И. Я., Макарихин И. Ю., Циберкин Н. Г. Особенности реализации новых государственных образовательных стандартов // Вестник Перм. ун-та, Серия «Университетское образование». Пермь. 2000. Вып.4. С. 173—177.
- Маланин В. В., Суслонов В. М., Макарихин И. Ю. Информационные технологии и организация учебного процесса в Пермском государственном университете в современных условиях // Вестник Пермского университета. Серия Информационные системы и технологии. Пермь. 2001. Вып. 5. С. 5 — 10.
- Kosvintsev S. R., Makarikhin I. Yu., Zhdanov S. A., Velarde M. G. Electric field effects on the stability of a thermogravitational flow in a vertical capacitor // Journal of Electrostatics, Volume 56, Issue 4, November 2002, Pages 493—513.
- Bratukhin Yu., Makarikhin I., Makarov S. Effect of Linear Tension on Stability of Small Floating Drop // Second Int. Workshop «Two-Phase Systems for Ground and Space Applications». 26-28 Oct. 2007, Kyoto, Japan. Proc. in «Microgravity Science and Technology Journal». Vol. XIX, Iss. 3-4. 2007. P. 87-89.
- Маланин В. В., Макарихин И. Ю., Хеннер Е. К. Формирование информационно-коммуникационной компетентности выпускников классического университета в соответствии с потребностями информационного общества // Вестник Пермского университета. Серия Университетское образование. Выпуск 6(11). 2007. С. 25-32.
- Макарихин И. Ю., Смородин Б. Л., Шатрова Е. Ф. О дрейфе шаров во вращающейся жидкости // Известия РАН, серия Механика жидкости и газа. 2008. № 4. С. 6-15.
- Макарихин И. Ю., Рыбкин К. А. Заключительные стадии коллапса пузырей // Известия РАН, серия Механика жидкости и газа. 2009. № 3. С. 137—142.
- Макарихин И. Ю. «Смертельная» сверхэффективность российского образования // Вестник Пермского университета. Серия «Университетское образование». Выпуск 6(32). 2009. С. 25-33.
- Макарихин И. Ю., Хеннер Е. К. Концепция интеллектуальной информационной системы поддержки информационной образовательной среды инновационного университета // Учёные записки ИИО РАО. 2009. № 30. С. 24-28.
- Макарихин И. Ю., Макаров С. О., Рыбкин К. А. Замечания о падении капли на свободную поверхность другой жидкости // Известия РАН, серия Механика жидкости и газа. 2010. № 1. С. 40-44.
- Макарихин И. Ю., Макарихина О. М., Макаров С. О., Рыбкин К. А. О меандрировании струй, стекающих по наклонной плоскости// Известия РАН, серия Механика жидкости и газа. 2010. № 4. С. 35-42.
- Rubtsova E., Kuyukina M., Ivshina I., Kazakov A., Makarikhin I. Adhesion of hydrophobic Rhodococcus bacteria to the hexadecane-water interface. Abstracts of the 24th Conference of the European Colloid and Interface Society, Prague, Czech Republic, 05-10 September, 2010. P6.30.
- Братухин Ю. К., Макарихин И. Ю., Макаров С. О., Рыбкин К. А. Гравитационный дрейф эллипсоидов в вязкой жидкости // |Известия РАН, серия Механика жидкости и газа. 2011. № 5. С. 52-64.
- Макарихин И. Ю., Катаев В. Н. Формат 3D: думать, делать, добиваться // Аккредитация в образовании. 2013. № 6 (66). С. 52-53.
- Отрощенко А. А., Макарихин И. Ю. Исследование процессов каплеобразования в канале микрожидкостного устройства по методу гидродинамической фокусировки // Вестник Пермского университета. Серия: Физика. 2013 № 3 (25). С. 24-27.

## Награды
- Почётный работник высшего профессионального образования РФ.
- Почетная грамота Министерства образования Пермского края.
- Благодарность Министра спорта РФ.